# 名鉄岩倉支線
岩倉支線（いわくらしせん）とは、愛知県岩倉市の岩倉駅から同県小牧市の小牧駅までを短絡して結んでいた名古屋鉄道（名鉄）の鉄道路線で、名鉄小牧線の支線である。

## 路線データ
※路線廃止時点のもの
- 路線距離（営業キロ）：全長5.5km
- 軌間：1067mm
- 駅数：5駅（起終点駅含む）
- 複線区間：なし（全線単線）
- 電化区間：全線（直流1500V）

## 歴史
元は名古屋電気鉄道（名古屋鉄道の前身）が、メインルートである犬山線の培養線として、小牧までを結んだ路線であり、路線名も開通当初は「小牧線」であった。しかし、城北線（後の大曽根線、現在の小牧線）が開業すると、名古屋方面へのメインルートの座を名古屋市電御成通線と連絡できるそちらに奪われ、当線は一ローカル線となり、岩倉支線と改称された。結局、名古屋市内への鉄道連絡は直結路線である現小牧線に託された。さらに国道41号線名濃バイパスの建設も決まり、バイパスとの交差の問題もあり当線は廃止された。現在は、名鉄バスが当線廃止後の代替バスを運行している。
後から建設された直結路線にメインルートの座を奪われ廃止になるという経緯は、同じ岩倉から分岐していた一宮線に似たものがある。しかし、現小牧線のターミナル上飯田駅は、当線廃止の7年後に名古屋市電廃止により名古屋市中心部への鉄道連絡がなくなってしまったことから、小牧以北から犬山線を経由して名古屋まで鉄道で結ぶ当線の廃止は尚早だったのではないかという意見も少なからずあった。その後、小牧と名古屋市中心部が鉄道で結ばれるのは、2003年3月の地下鉄上飯田線開通まで待つこととなる。
- 1914年（大正3年）4月15日：名古屋電気鉄道に対し鉄道免許状下付（丹羽郡岩倉町-東春日井郡小牧町間）[2]。
- 1920年（大正9年）9月23日：名古屋電気鉄道の小牧線として岩倉駅 - 小牧駅間が開業[3]。
- 1921年（大正10年）7月1日：名古屋電気鉄道が名古屋鉄道へ路線を譲渡。
- 1944年（昭和19年）：中市場駅休止。
- 1945年（昭和20年）5月1日：小牧分岐点 - 新小牧駅間開通、小牧分岐点 - 小牧駅（初代）間廃止。新小牧駅を小牧駅（2代）に改称[4]。路線長0.4km延長[5]。
- 1946年（昭和21年）11月5日：西小牧駅開業[6]。
- 1948年（昭和23年）5月16日：岩倉支線に路線名改称（同時に大曽根線は小牧線に改称）[7]。
- 1955年（昭和30年）1月22日：架線電圧を600Vから1500Vに昇圧[8]。
- 1964年（昭和39年）4月26日：廃止[9]。

## 駅一覧
全駅愛知県に所在。
| 駅名     | 駅間 キロ | 営業 キロ | 接続路線                                                | 所在地 |
| -------- | --------- | --------- | ------------------------------------------------------- | ------ |
| 岩倉駅   | -         | 0.0       | 名古屋鉄道：犬山線（現存）・一宮線（1965年4月25日廃止） | 岩倉市 |
| 中市場駅 | 0.3       | 0.3       |                                                         | 岩倉市 |
| 小木駅   | 2.0       | 2.3       |                                                         | 小牧市 |
| 小針駅   | 1.2       | 3.5       |                                                         | 小牧市 |
| 西小牧駅 | 1.2       | 4.7       |                                                         | 小牧市 |
| 小牧駅   | 0.8       | 5.5       | 名古屋鉄道：小牧線（現存）                              | 小牧市 |

- 中市場駅は路線廃止前の1944年に休止